# Bruder-Klaus-Kirche
Eine Bruder-Klaus-Kirche, in Deutschland teils auch St.-Nikolaus-von-Flüe-Kirche, ist eine Kirche, die dem  Patronat des  Niklaus von Flüe gewidmet ist. Niklaus von Flüe, genannt Bruder Klaus, gilt als römisch-katholischer Schutzpatron der Schweiz. Er ist Patron zahlreicher römisch-katholischer Kirchen und Kapellen in der Schweiz und in Deutschland, aber auch in anderen Ländern. Da Niklaus von Flüe erst 1947 heiliggesprochen und somit zum Kirchenpatron werden konnte, stammen die Kirchen im Allgemeinen frühestens aus den 1950er Jahren.

## Schweiz

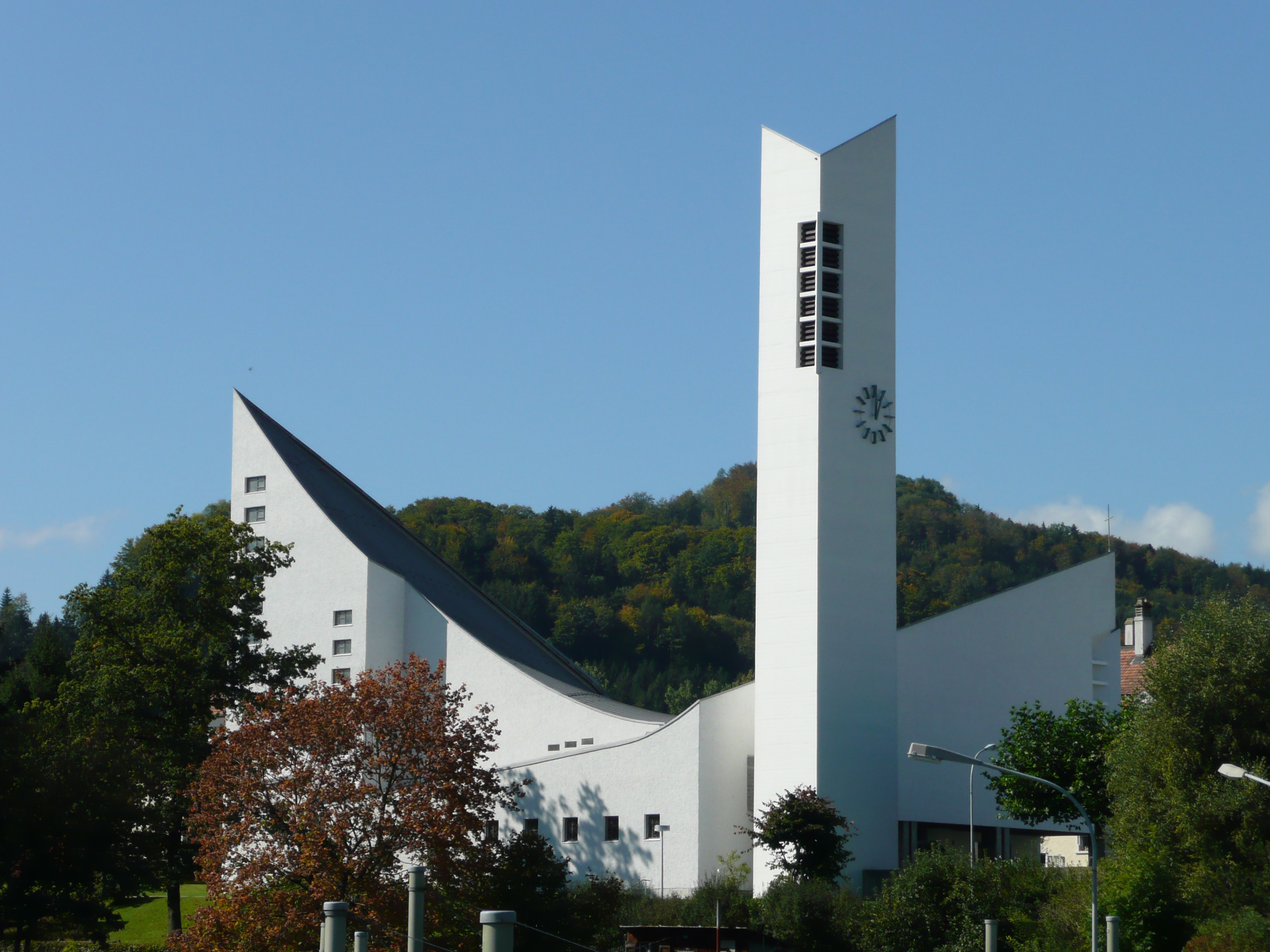
Bruder-Klaus-Kirche Winkeln

- Katholische Kirche Saint-Maurice et Saint-Nicolas-de-Flue in Aigle
- Kapelle Bruder Klaus in Bäch SZ, 1945 eingeweiht[1]
- Kirche Bruder Klaus in Bäretswil
- Kirche Bruder Klaus im Basler Quartier Bruderholz
- Kirche Bruder Klaus in Bern
- Pfarrkirche Bruder Klaus in Biel/Bienne
- Kirche Bruder Klaus in Birsfelden von 1959, Architekt: Hermann Baur
- Kirche Bruder Klaus in Büren NW[2]
- Kirche St. Nikolaus von Flüe in Corgémont
- Bruder-Klaus-Kirche in Diessenhofen (1967),[3] wo Bruder Klaus 1460 als Hauptmann die Verwüstung der Klosterkirche im Kloster St. Katharinental verhindert haben soll.[4]
- Pfarrkirche Bruder Klaus in Emmenbrücke
- Hauskapelle im damaligen Priesterseminar Schöneck der Bethlehem Mission Immensee in Emmetten, Nidwalden (1933; erste römisch-katholische Kapelle mit dem Patron Bruder Klaus weltweit) in den Räumen der früheren Kuranstalt Schöneck (1983 abgebrochen)
- Kirche Bruder Klaus in Eschlikon
- Bruderklausenkapelle in Etzgen von 1948
- Bruderklausen-Kapelle in Frauenfeld (ökumenisch)[5]
- Kirche Bruder Klaus in Gerlafingen
- Bruderklausenkirche in Grindelwald (1951)
- Bruder-Klaus-Kapelle auf der Hannigalp
- Kirche Bruder Klaus in Hinterforst (1951),[6] Gemeinde Altstätten
- Pfarrkirche Bruder Klaus in Huttwil (1983)
- Pfarrkirche Bruder Klaus in Kriens (1953), wo Heimo Amgrund – der Vertraute und geistliche Berater von Bruder Klaus – von 1465 bis 1481 Pfarrer war
- Pfarrkirche Bruder Klaus in Liestal (1961), auf dessen Gemeindegebiet Bruder Klaus seine Pilgerreise abgebrochen hat
- Chiesa di San Nicolao della Flüe in Lugano, geweiht 1950
- Chapelle Saint Nicolas de Flüe in Mormont, JU
- Bruder-Klaus-Kirche in St. Gallen-Winkeln
- Dorfkirche in Schwarzsee FR
- Kirche Bruder Klaus in Spiez
- Pfarrkirche Hl. Bruder Klaus in Stein AG von 1974
- Kirche Bruder Klaus in Unterkulm
- Pfarrkirche Bruder Klaus in Urdorf ZH, einer Pfarrei in der Agglomeration von Zürich, die die Bedeutung des Schweizer Heiligen auch in städtischen Gebieten zeigt.
- Pfarrkirche Bruder Klaus, Fastenopferkirche in Volketswil
- Bruder-Klaus-Begegnungszentrum mit Kirche in Au ZH bei Wädenswil, geweiht 2003
- Bruder-Klaus-Kapelle auf dem Weissenstein oberhalb des Marienwallfahrtsortes Oberdorf. Die Kapelle wurde 1984 geweiht und wird von einem ökumenischen Verein getragen.
- Pfarrkirche Bruder Klaus in Wolfertswil von 1952
- Kirche Bruder Klaus in Zug-Oberwil, geweiht 1956, Architekt: Hanns Anton Brütsch, mit anfangs umstrittenen Fresken von Ferdinand Gehr[7]
- Kapelle Bruder Klaus in Zumikon
- Pfarrkirche Bruder Klaus in Zürich-Unterstrass (1933; weltweit erste Pfarrkirche mit dem Patron Bruder Klaus; feierliche Weihe nach Kirchenrecht erst nach der Heiligsprechung im Jahr 1947)

## Deutschland

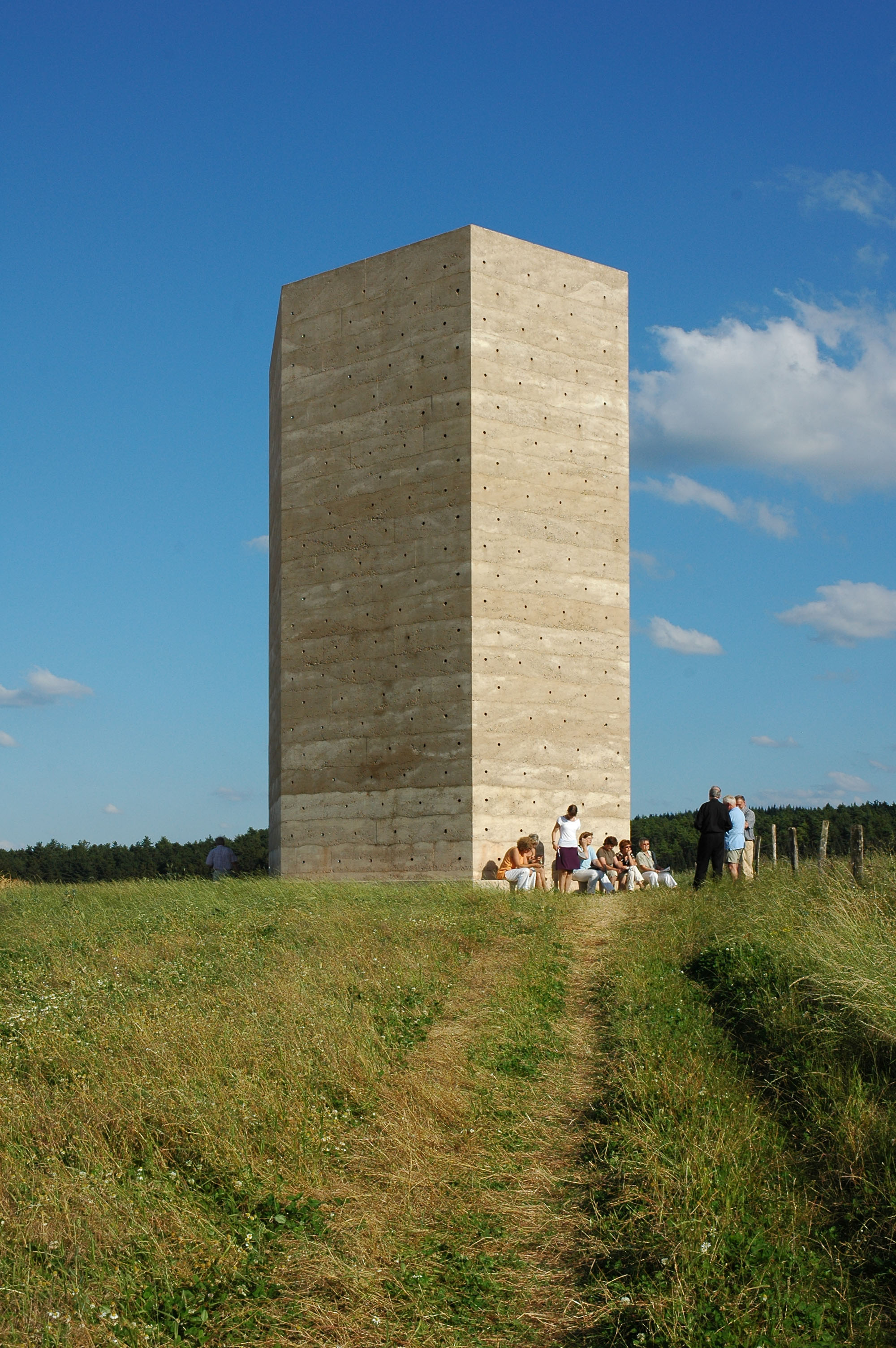
Bruder-Klaus-Feldkapelle bei Wachendorf

- Filialkirche Hl. Nikolaus von Flüe in Zinnwald, Altenberg (Erzgebirge), geweiht 1964
- Bruder-Klaus-Friedenskapelle im Kurwald von Bad Lippspringe, geweiht 1987
- St. Nikolaus von der Flüe in Bayerisch Gmain
- Bruder-Klaus-Kirche in Berlin-Britz
- Berngau: Kleine Wallfahrtskapelle in Wolfsricht, die dem Bruder Klaus gewidmet ist
- Bruder-Klaus-Kapelle (Binnrot)
- Kirche St. Nikolaus von Flue in Blaustein-Weidach
- St. Nikolaus von Flüe in Bochum
- Kirche St. Klaus von Flüe in Cochem, Ortsteil Brauheck
- St. Nikolaus von der Flüe in Colbitz
- Bruder-Klaus-Kapelle (Eichstätt)
- Bruder-Klaus-Kapelle in Dettelbach-Euerfeld, geweiht 1989
- Bruder-Klaus-Kirche in Dettenhausen von 1968[8]
- St. Nikolaus von Flüe in Dortmund-Neuasseln
- Bruder-Klaus-Kirche in Edingen
- Klaus-von-Flüe-Kirche in Frickenhausen (Württemberg)
- Bruder-Klaus-Kirche der Katholischen Landvolkhochschule Oesede in Georgsmarienhütte
- Bruder-Klaus-Kirche in Göppingen-Jebenhausen
- Bruder-Klaus-Kirche in Gundelfingen (Breisgau), Baden-Württemberg, geweiht 1966
- St. Nikolaus von der Flüe in Hagsfeld
- St. Nikolaus von der Flüe in Haibach (Unterfranken)
- Bruder-Klaus-Kapelle in der Akademie Klausenhof, Hamminkeln-Dingden, geweiht 1961
- Bruder-Klaus-Kapelle in den Baumbergen bei Havixbeck
- Bruder-Klaus-Kapelle bei den Dörenther Klippen nahe Ibbenbüren, geweiht 1967
- Nikolaus-von-Flüe-Friedenskirche in Idstein-Wörsdorf
- Bruder-Klaus-Kirche im Karlsruher Stadtteil Waldstadt
- St. Nikolaus von Flüe im Kasseler Ortsteil Oberzwehren
- St. Bruder Klaus in Köln-Mülheim
- Bruder-Klaus-Kirche in Konstanz
- St. Nikolaus von Flüe in Langenbach (Oberbayern)
- Bruder-Klaus-Kirche in Meßstetten[9]
- Bruder-Klaus-Kirche in Mosbach-Waldstadt
- Bruder-Klaus-Kirche in München-Waldperlach
- Bruder-Klaus-Kapelle in Neuler-Ramsenstrut
- Bruder-Klaus-Kirche in Niedergailbach
- Bruder-Klaus-Kapelle auf dem Hagspiel bei Oberstaufen, geweiht 1965
- Bruder-Klaus-Kirche in Reutlingen
- Bruder-Klaus-Kapelle in Schirgiswalde
- Bruder-Klaus-Kirche in Steinheim-Höpfigheim
- Bruder-Klaus-Kirche in Stuttgart
- Bruder-Klaus-Kirche in Villingen-Schwenningen
- Bruder-Klaus-Feldkapelle in Mechernich-Wachendorf, geweiht 2007
- St. Nikolaus von Flüe in Westheim (Ortsteil von Neusäß)
- Bruder-Klaus-Kapelle in Wintersdorf (Stadt Zirndorf), geweiht 1975
- Bruder-Klaus-Kapelle in Wolfsricht bei Berngau

## Österreich
Niederösterreich

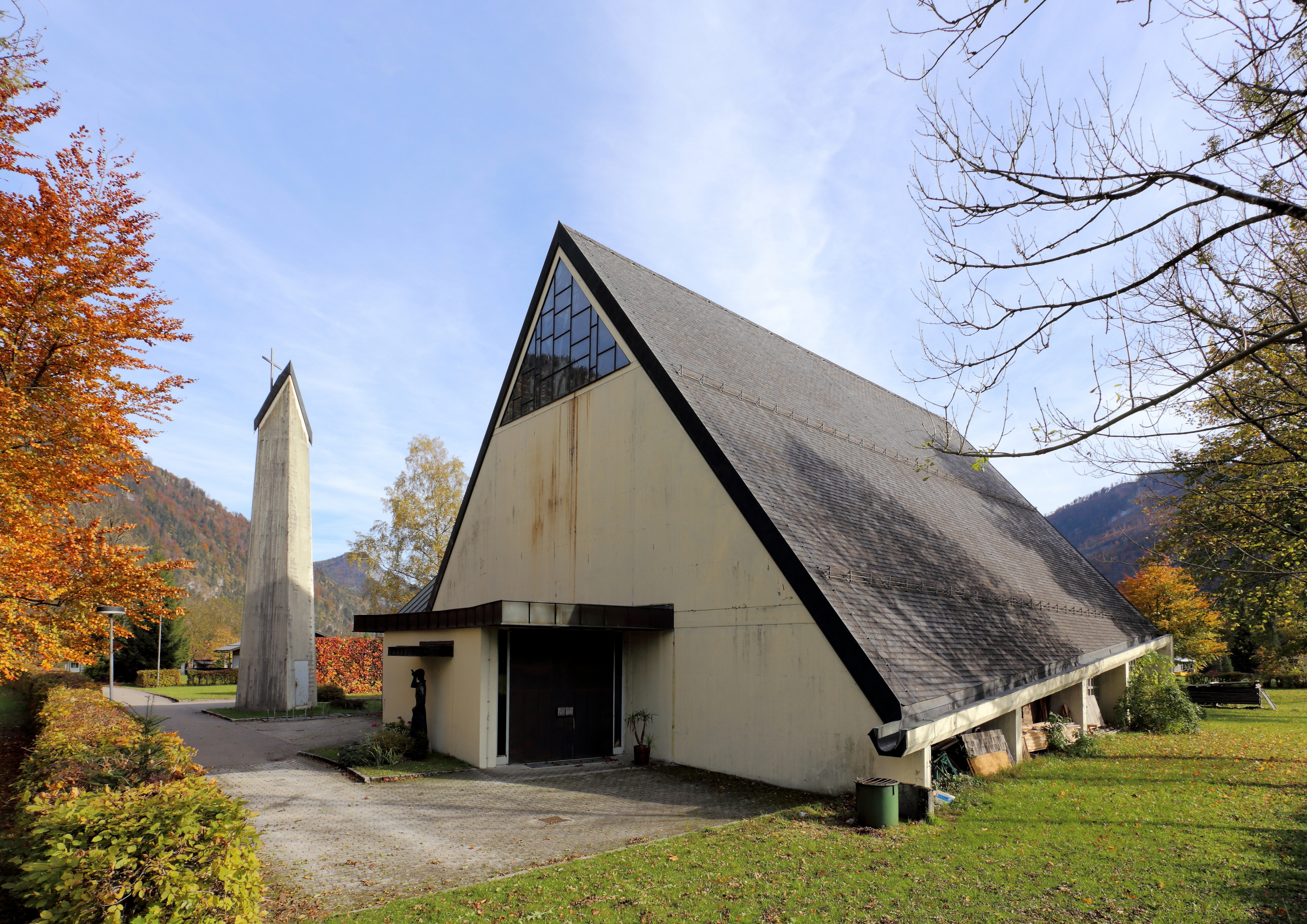
Pfarrkirche Ebensee-Roith

- Klaus-Kapelle in Groß Gerungs-Harruck, 1948 in eine Kapelle umgewandeltes ehemaliges Lusthaus[10]
- Filialkirche Silberwald in Strasshof an der Nordbahn, erbaut 1951–1953
- Pfarrkirche Vestenthal

Oberösterreich
- Filialkirche Ebensee-Roith
- Katholische Pfarrkirche Leonding-Doppl

Salzburg
- Bruder-Klaus-Kapelle in Maria Alm
- Filialkirche in Göriach, Lungau

Steiermark
- Bruder-Klaus-Kirche in Graz-Ries
- Bruder-Klaus von der Flue-Kirche in Halltal (Steiermark)
- Bruder-Klaus-Kapelle im Walstertal bei Mariazell

Vorarlberg
- Pfarrkirche Dornbirn-Schoren

Wien
- Pfarrkirche Machstraße

## Slowakei
- Hauskapelle im Altersheim von Lipany, geweiht 1999

## Ungarn
- Klosterkirche in Kozármisleny, geweiht 1997[11]

## Thailand
- St. Nikolaus Church, Pattaya, geweiht 1967[12]